# Roots (minisèrie de 1977)
Roots (Arrels) va ser una minisèrie produïda per la cadena de televisió estatunidenca ABC en 1977, basada en l'obra d'Alex Haley Roots: The Saga of an American Family. El programa conta la història de Kunta Kinte, un home lliure africà forçat a treballar com a esclau als Estats Units i els seus posteriors intents d'alliberament. Fou produïda amb un pressupost de $6.6 milions.
Roots va rebre 37 nominacions, guanyant 9 Emmys, un Globus d'or i un Peabody Award.
Va tenir un gran nombre d'espectadors i va captivar les audiències de la televisió estatunidenca aconseguint amb èxit deixar enrere els prejudicis racials i psicològics de tota mena de famílies i grups ètnics.
La sèrie i la seva seqüela de 1979 es van caracteritzar per afegir al seu repartiment a diversos actors importants afroamericans amb gran experiència. El programa va presentar LeVar Burton en el paper de Kunta Kinte. També va ser protagonitzat per Louis Gossett Jr. com a Fiddler. Una segona seqüela Roots: The Gift, va ser produïda com una pel·lícula de Nadal i és àmpliament considerada com una producció de menor qualitat.
La sèrie i el llibre Roots van reviure l'interès en la història oral i la genealogia entre la massa popular. També va haver-hi interès per Àfrica i pels noms que sonaven africans, com Kizzy, interpretada per Leslie Uggams, que va arribar a transformar-se en un nom popular entre les nenes afroamericanes, encara en la següent generació.
La sèrie va ser dirigida per Marvin J. Chomsky, John Erman, David Greene i Gilbert Moses. Va ser produïda per Stan Margulies i David L. Wolper va ser el seu productor executiu. La partitura va ser composta per Gerald Fried i Quincy Jones.
Alex Haley apareix en els últims minuts de la sèrie, al costat de fotos dels avantpassats que el connecten per nou generacions, des de l'àvia de Kunta Kinte fins ell.
Va tenir una seqüela de 14 hores, Roots: The Next Generations, en 1979, i una pel·lícula per a televisió: Roots: The Gift, estrenada en 1988.

## Argument
Al poble de Jufureh, Gàmbia, Àfrica Occidental, en 1750, neix Kunta Kinte (LeVar Burton) d'una família Mandinka musulmana encapçalada pel guerrer Omoro Kinte (Thalmus Rasulala) i la seva esposa Binta (Cicely Tyson). Quan assoleix els 15 anys, ell i un grup d'adolescents de la mateixa edat són conduïts a formar part de la cerimònia tribal coneguda com "fer-se home" (començament de l'edat adulta), en la qual als adolescents se'ls ensinistra en les arts de la lluita i la caça, i se'ls circumcida. Després d'aquest període tornen als seus llogarets i passen a ser considerats oficialment com a guerrers mandinka. Quan intentava trobar un tronc fora del seu llogaret per a fer-li un tambor al seu germà petit, Kunta Kinte és capturat per traficants d'esclaus i juntament amb uns altres 140 homes i dones, és portat a bord del Lord Ligonnier, una nau negrera comandada pel Capità Thomas Davies (Edward Asner) i el seu primer oficial (Third Mat Officer en l'original) Slater (Ralph Waite) per a un viatge fins a les colònies angleses a Amèrica del Nord (futur Estats Units). Durant el seu forçat viatge un grup d'africans s'amotina i assassinen Slater i a 10 mariners, però fallen a prendre el control del navili. Com a resultat el guerrer que va entrenar Kunta Kinte i líder del motí mor.
La nau toca terra mesos més tard a Annapolis (Maryland), on els capturats són venuts en una subhasta. Kunta Kinte és venut a una plantació propietat de John Reynolds (Lorne Greene) i se li dona el nom de Toby. L'Amo Reynolds posa Toby a cura d'un vell esclau anomenat Fiddler (violinista) (Louis Gossett Jr.) a qui li encarrega ensenyar-li a Toby el camí per ser un esclau obedient i a parlar anglès. En una desesperada lluita per la supervivència, realitzarà diversos intents de fugida. Davant la primera fugida, l'Amo Reynolds lleva a Fiddler la custòdia de Toby i el lliura al capatàs (overseer) anomenat Ames (Vic Morrow), qui el castiga severament fins que accepta el nom de Toby. En una festa de Nadal, Kunta Kinte torna a escapar, i uns caçadors d'esclaus el capturen i li tallen mig peu esquerre per a prevenir noves fugides.
L'adult Kunta Kinte/Toby (John Amos) aprèn el que significa ser un esclau però viu turmentat per les seves arrels mandinka i el seu record d'haver estat lliure una vegada. És venut al Dr. William, el germà de John Reynold (Robert Reed), es casa amb la cuinera esclava, de nom "Mamy" Bell (Madge Sinclair) i té una filla anomenada Kizzy (Leslie Uggams), nom que significa "la que es quedarà". Quan Kizzy és adolescent, és venuda a Tom Moore (Chuck Connors) a Carolina del Nord, en descobrir-se que havia escrit un salconduit fals per a facilitar la fugida de Noah, un jove esclau del qual estava enamorada. (Demostrava que havia pres lliçons de lectura secretament amb Missy Anne (Sandy Duncan), la nena de la família blanca propietària de la plantació).
Kizzy serà violada per Moore i tindrà un fill que en el futur sobrenomenaran Chicken George (Ben Vereen).
George arribarà a ser un expert galler, criador de galls de baralla. Li fa guanyar moltes baralles al seu amo/pare Tom Moore, però aquest aposta una gran quantitat contra un anglès i en perdre, com no té diners per pagar el seu deute, ha d'enviar George a servir-lo a Anglaterra en 1820. George tornarà a Amèrica transformat en un home lliure. El fill de George és Tom Harvey (Georg Stanford Brown), qui arriba a convertir-se en ferrer i és reclutat com a tal per l'Exèrcit Confederat durant la Guerra Civil Estatunidenca.
Després de la guerra de secessió, els racistes conduïts per Evan Brent (Lloyd Bridges) molestaran i explotaran econòmicament la família de George. La minisèrie acaba quan Tom el ferrer i la seva família es muden a les terres que Chicken George va comprar a Tennessee per a començar una nova vida.
Alex Haley narra en els últims minuts un muntatge de fotografies dels membres de la seva família que el connecten fins a Cynthia, la filla de Tom. Es completa així la línia que parteix des de Kunta Kinte fins al mateix Haley.

## Algunes diferències entre la minisèrie i el llibre
Hi ha nombroses diferències entre la minisèrie i el llibre homònim en què es basa:
- Al llibre, Irene està embarassada quan coneix per primera vegada Chicken George, però en la minisèrie ella ja tenia als seus fills.
- El nom del personatge C. J. Barnes és canviat an la minisèrie per Evan Brent.
- En el llibre, Tom està portant cavalls per al Capità J. Sr. Cates, un xèrif. En la minisèrie, ell treballa per a Evan Brent.
- La trama del vuitè episodi va ser creada només per a la sèrie, ja que no existia al llibre.
- El senador Arthur Johnson va ser creat a la minisèrie, com també van ser inventats la venda de la propietat de Sam Harvey i declarar lliures als esclaus.
- Els cognoms són diferents: Waller canvia a Reynolds, Lea canvia a Moore i Murray canvia a Harvey. A més, el nom de Murray no apareix al llibre, mentre que Harvey té el nom de Samuel a la minisèrie.
- L'avi de Kunta, Kairaba Kunte Kinte, sols és esmentat una vegada, al final del tercer episodi, quan Kunta li descriu a la seva filla Kizzy el seu llinatge Mandinka. Mentre que Sireng, la primera esposa de Kairaba, no és nomenada en la minisèrie com al llibre, encara que és important notar que és la curta escena final on mentre Kunta conta la història a Kizzy, l'àudio de la seva veu es dilueix entre uns sons de tambors i presumiblement li parlava d'ella.
- El llibre esmenta la vida de Kunta des de la infantesa fins a l'adolescència, al llogaret de Juffure, mentre que la minisèrie cobreix només el seu naixement i la vida d'adolescent abans de ser capturat.
- Kunta va tenir tres germans anomenats Lamin, Suwadu i Madi a la novel·la mentre que en l'adaptació televisiva solo s'esmenten dos en total.

## Repartiment
- LeVar Burton - Kunta Kinte/Toby Waller
  - John Amos - Kunta Kinte/Toby Waller (adult)
- Cicely Tyson - Binta
- Thalmus Rasulala - Omoro Kinte
- Maya Angelou - Nyo Boto
- Ji-Tu Cumbuka- Wrestler
- O.J. Simpson - Kadi Touray
- Moses Gunn - Kintango
- Hari Rhodes - Brima Cesay
- Ren Woods - Fanta
  - Beverly Todd - Fanta (adulta)
- Ernest Lee Thomas - Kailuba
- Edward Asner - el capità Thomas Davies
- Ralph Waite - Slater
- Louis Gossett Jr. - Fiddler
- Lorne Greene - John Reynolds
- Lynda Day George - Sra. Reynolds
  - Tracey Gold - la jove Reynolds.
- Vic Morrow - Ames
- Paul Shenar - John Carrington
- Robert Reed - Dr. William Reynolds
- Madge Sinclair - Bell Reynolds
- Gary Collins - Grill
- Raymond St. Jacques - The Drummer
- Chuck Connors - Tom Moore
- Sandy Duncan - Missy Anne Reynolds
- Lawrence Hilton-Jacobs - Noah
- John Schuck - Ordell
- Leslie Uggams - Kizzy Reynolds
- Macdonald Carey - Squire James
- Olivia Cole - Mathilda
- Scatman Crothers - Mingo
- George Hamilton - Stephen Bennett
- Carolyn Jones - Sra. Moore
- Ian McShane - Sir Eric Russell
- Lillian Randolph - Hermana Sara
- Richard Roundtree - Sam Bennett
- Ben Vereen - Chicken George Moore
- Carolyn Jones - Mrs. Moore.
- Lloyd Bridges - Evan Brent
- Georg Stanford Brown - Tom Harvey
- Brad Davis - George Johnson
- Lane Binkley - Martha Johnson
- Hilly Hicks - Lewis Harvey
- Doug McClure - Jemmy Brent
- Lynne Moody - Irene Harvey
- Burl Ives - Senador Arthur Johnson
- Thayer David - Harlan
- Roxie Roker - Melissa
- Austin Stoker - Virgil Harvey
- John Quade - Xeriff Biggs
- Charles Cyphers - Drake
- Todd Bridges - Bud Harvey
- Ross Chapman – Sergent Williams
- Grand L. Bush - company esclau
- Tanya Boyd
- Helen Martin
- William Watson
- Lee de Broux
- Fred Covington
- Maurice Hunt
- Lee Kessler
- Hank Rolike
- Allen Williams
- Thalmus Rasulala - Omoro.
- Hari Rhodes - Brima Cesay.
- William Watson - Gardner.
- Lynne Moody - Irene Harvey
- Richard McKenzie - Sam Harvey
- Sally Kemp - Lila Harvey
- Lee de Broux - Trumbull.
- Tanya Boyd - Genelva.
- Pat Corley - Referee.
- Stan Haze - Field Singer.
- John Dennis Johnston - home de la lluita a la cuina.
- Elma V. Jackson - la mare Ada.
- Davis Roberts - Leonard.
- Doug McClure - Jemmy Brent
- Tina Andrews - Aurelia.
- Ann Weldo - Mary.
- Rebecca Bess - la mujer del barco.
- Fred Covington.
- Joe Dorsey - Calvert.
- Brion James - un esclau.
- Rachel Longaker - Caroline.
- Macdonald Carey - Squire James.
- Burl Ives - el senador Arthur J. Justin.
- Charles Cyphers - Fred Drake.
- Lee Kessler - Miss Constable.
- John Quade - el Xeriff Charlie Biggs.
- Big Joe Turner - el cantant.
- Henry Butts - Sitafa.
- Macon McCalman - Archie Poston.
- Hank Rolike - John.
- Wally Taylor - el reverend.
- Kermit Echols - Vilars.
- Maurice Hunt - el doctor.
- Allen Williams - Robert Calvert.
- Brooks Clift - McAlmon.
- Ronnie Leggett - Kalilu.
- Helen Martin - la tia Sukey.
- Robert Phalen - Rufus Jackson.
- Wayne Heffley - el telegrafista.
- Bill Gribble - Seaman Grimes.
- Roosevelt Smith - James.
- Cindy Henderson - Bess.
- Betty Cole.
- Grand L. Bush - l'esclau capturat.
- Richard Farnsworth.
- Randy Miller - el noi que va a l'Església.
- Yvonne De Carlo.
- Yaphet Kotto.
- Fred D. Scott.
- Sonny Shroyer - Seaman Thompson.

## Llançament en DVD
En 2002 Warner Home Vídeo la va editar en tres discos DVD en el seu 25è aniversari, llançant un quart disc (three double-sided, one single-sided) en l'aniversari número 30, el 22 de maig de 2007. Van incloure nous comentaris d'àudio de LeVar Burton, Cicely Tyson i Ed Asner al costat de la resta de l'elenc al DVD-ROM Roots Family Tree.

## Premis i nominacions
Premis Emmy:
- Millor Actor - Drama o sèrie de comèdies, Aparició única (LeVar Burton per "Part I")
- Millor Actor - Drama o sèrie de comèdies, Aparició única (John Amos per "Part V")
- Millor Actor - Drama o sèrie de comèdies, Aparició única (Ben Vereen per "Part VI")
- Millor Actor - Drama o sèrie de comèdies, Aparició única (Louis Gossett, Jr., Guanyador)
- Millor Actriu - Drama o sèrie de comèdies, Aparició única (Madge Sinclair per "Part IV")
- Millor Actriu - Drama o sèrie de comèdies, Aparició única (Leslie Uggams per "Part VI")
- Millor Direcció artística o disseny escènic - Sèrie dramàtica ("Part II")
- Millor Direcció artística o disseny escènic - Sèrie dramàtica ("Part VI")
- Millor disseny de vestuaris - Drama o sèrie de comèdia (Jack Martell per "Part I")
- Millor Cinematograma en programació d'entreteniment- Sèries (Stevan Larner per "Part II")
- Millor Cinematograma en programació d'entreteniment- Sèries (Joseph M. Wilcots per "Part VII")
- Millor Director - Sèrie dramàtica (David Greene per "Part I", Guanyador)
- Millor Director - Sèrie dramàtica (John Erman per "Part II")
- Millor Director - Sèrie dramàtica (Marvin J. Chomsky per "Part III")
- Millor Director - Sèrie dramàtica (Gilbert Moses per "Part VI")
- Millor Edició digital - Sèrie dramàtica (Neil Travis per "Part I", Guanyador)
- Millor Edició digital - Sèrie dramàtica (James T. Heckert and Neil Travis per "Part II")
- Millor Edició digital - Sèrie dramàtica (Peter Kirby per "Part III")
- Millor Edició digital - Sèrie dramàtica (James T. Heckert per "Part VIII")
- Millor sèrie (Guanyador)
- Millor Composició de música per a sèries - Dramatic Underscore (Gerald Fried i Quincy Jones per "Part I", Guanyador)
- Millor Composició de música per a sèries - Dramatic Underscore (Gerald Fried per "Part VIII")
- Millor Edició digital de so - Sèries (Guanyador)
- Millor Efecte de so ("Part I")
- Millor Efecte de so ("Part IV")
- Millor Efecte de so ("Part VII")
- Millor Efecte de so ("Part VIII")
- Millor Actor de suport - Drama o sèrie de comèdies, Aparició única (Edward Asner per "Part I", Guanyador)
- Millor Actor de suport - Drama o sèrie de comèdies, actuació única (Moses Gunn per "Part I")
- Millor Actor de suport - Drama o sèrie de comèdies (Ralph Waite per "Part I")
- Millor Actor de suport - Drama o sèrie de comèdies (Robert Reed per "Part V")
- Millor Actriu de suport - Drama o sèrie de comèdies (Cicely Tyson per "Part I")
- Millor Actriu de suport - Drama o sèrie de comèdies (Sandy Duncan per "Part V")
- Millor Actriu de suport - Drama o sèrie de comèdies, Aparició única (Olivia Cole per "Part VIII", Guanyador)
- Millor Llibret - Sèrie dramàtica (Ernest Kinoy i William Blinn per "Part II", Guanyador)
- Millor Llibret en Sèrie dramàtica (M. Charles Cohen per "Part VIII")
- Millor Llibret en Sèrie dramàtica (James Lee per "Part V")

Premis Globus d'Or:
- Millor TV Actriu - Drama (Leslie Uggams, nominada)
- Millor TV Sèries - Drama (Guanyador)

## Emissió
Roots va ser presentada originalment en la cadena ABC durant vuit nits consecutives, des del 23 al 30 de gener de 1977. Els episodis 1, 2, 6 i 8 duraven dues hores cadascun, mentre que els episodis 3, 4, 5 i 7 duraven una hora cadascuna. Va ser vista per un total d'entre 130 milions d'espectadors i 140 milions. La minisèrie ha estat reeditada en sis episodis de 90 minuts per a VHS i DVD.

## Exactitud històrica
Steven Mintz va escriure: "Molts estatunidencs, influïts per les imatges de la minisèrie de televisió de 1977 Roots, creuen erròniament que la majoria dels esclaus van ser capturats per europeus que van desembarcar a les costes africanes i van capturar o van emboscar africans. A pesar que els europeus van participar en algunes incursions per a capturar esclaus, la majoria de les persones que van ser transportades a les Amèriques van ser esclavitzades per altres africans."